# Peter Przygodda
Peter Przygodda (* 26. Oktober 1941 in Berlin; † 2. Oktober 2011 in München) war ein deutscher Filmeditor, der insbesondere durch seine Zusammenarbeit mit dem Regisseur Wim Wenders bekannt wurde. Gelegentlich arbeitete er auch als Filmregisseur. Im Laufe seiner über 40-jährigen Karriere war Przygodda für den Filmschnitt von um die 100 Projekten verantwortlich, die ihn als einen der bedeutendsten Schnittmeister der Nachkriegszeit in Westdeutschland ausweisen.

Stern, signiert

## Leben und Werk
Der Sohn von Wolf Przygodda und seiner Frau Maria Elisabeth, geb. Schröder, wuchs in Berlin-Kreuzberg auf und besuchte dort die Hermann-Hesse-Schule. Nach dem Abitur wollte er Architektur studieren und machte 1962 ein Praktikum auf dem Bau. Er verlor aber das Interesse am Studium.
Przygodda arbeitete weiter als Bauarbeiter, Schildermaler und Anstreicher und kam über das Künstlerlokal Leierkasten in Kontakt mit der Kreuzberger Künstlerszene. Anfang der 1960er Jahre gründete er mit Rolf Zacher die Studiobühne Ein-Groschen-Theater. 1966 hielt er sich in Frankreich auf und lebte vom Verkauf der Bilder befreundeter Maler. 1967 kehrte er nach Berlin zurück.
1967 kam er zum Film und erlernte als Assistent von Alfred Srp den Beruf des Schnittmeisters. 1968 ging er nach München und war Regieassistent bei Roger Fritz’ Mädchen mit Gewalt. 1969 debütierte er als Regisseur mit seinem Kurzfilm Der Besuch auf dem Lande. Zu seinen ersten Projekten als Filmeditor gehörte Wim Wenders’ Summer in the City; danach war er für die Montage fast aller Werke von Wenders verantwortlich.
Er war Dozent an der Hochschule für Fernsehen und Film München und der Internationalen Filmschule Köln.
Peter Przygodda war 2003 eines der Gründungsmitglieder der Deutschen Filmakademie. In seiner Karriere erhielt er zweimal den deutschen Filmpreis in Gold. 2008 wurde ihm im Rahmen des Filmfestivals Filmplus in Köln der Geißendörfer Ehrenpreis Schnitt für sein Lebenswerk überreicht. Im September 2010 wurde er mit einem Stern auf dem Boulevard der Stars in Berlin geehrt.
1979 heiratete Przygodda die aus Salvador da Bahia stammende Brasilianerin Rita Mauricio, 1986 wurde ihre Tochter geboren. Przygodda erlag am 2. Oktober 2011 in München einer schweren Krankheit.

## Filmografie (Auswahl)

### Schnitt
- 1970: Mädchen mit Gewalt
- 1970: Summer in the City
- 1970: Ein großer graublauer Vogel
- 1970: Männer sind zum Lieben da (auch in einer Nebenrolle)
- 1971: Cream – Schwabing-Report
- 1971: Liebe so schön wie Liebe
- 1971: Der lüsterne Türke
- 1972: Adele Spitzeder
- 1972: Die Angst des Tormanns beim Elfmeter
- 1972: Ludwig – Requiem für einen jungfräulichen König
- 1973: Der scharlachrote Buchstabe
- 1973: Sylvie
- 1974: Alice in den Städten
- 1974: Paul – Geschichte eines Ausgestoßenen
- 1974: Ein bißchen Liebe
- 1975: Falsche Bewegung
- 1975: Die verlorene Ehre der Katharina Blum
- 1975: Teenager-Liebe
- 1976: Sternsteinhof
- 1976: Im Lauf der Zeit
- 1977: Der amerikanische Freund
- 1977: Die linkshändige Frau
- 1978: Der Mann im Schilf
- 1978: Die gläserne Zelle
- 1978: Messer im Kopf
- 1980: Nick’s Film – Lightning Over Water
- 1980: Endstation Freiheit
- 1981: Burning Rubber
- 1982: Der Stand der Dinge
- 1982: Der Zauberberg
- 1982: Der Mann auf der Mauer
- 1983: Schwarzfahrer
- 1983: Trauma
- 1984: Fluchtpunkt Berlin
- 1984: Paris, Texas
- 1986: Miko – Aus der Gosse zu den Sternen
- 1987: War Zone – Todeszone
- 1987: Der Himmel über Berlin
- 1988: Linie 1
- 1989: Letzte Ausfahrt Brooklyn (Last Exit to Brooklyn)
- 1991: Bis ans Ende der Welt
- 1992: Die Abwesenheit
- 1992: Arisha, der Bär und der steinerne Ring
- 1993: In weiter Ferne, so nah!
- 1994: Lisbon Story
- 1995: Transatlantis
- 1995: Jenseits der Wolken (Al di là delle nuvole)
- 1995: Der Totmacher
- 1995: Die Gebrüder Skladanowsky
- 1996: Der Unhold (The Ogre)
- 1997: Am Ende der Gewalt (The End of Violence)
- 1998: Palmetto – Dumme sterben nicht aus (Palmetto)
- 1998: Kopfleuchten
- 2000: Manila
- 2000: Die Stille nach dem Schuss
- 2002: Tattoo
- 2005: Schneeland
- 2005: Don’t Come Knocking
- 2006: Strajk – Die Heldin von Danzig
- 2007: Das wilde Leben
- 2008: Palermo Shooting
- 2009: Mazel Tov

### Regie
- 1969: Der Besuch auf dem Lande (Kurzfilm)
- 1972: Can
- 1979: … als Diesel geboren
- 1981–1985: Alle Geister kreisen… Todos os espiritos circulam

### Mitwirkung
- 1993: Peter Przygodda, Schnittmeister (Porträtfilm von Peter Goedel)

## Auszeichnungen
- 1975: Filmband in Gold (Schnitt) für Falsche Bewegung
- 1978: Filmband in Gold (Schnitt) für Der amerikanische Freund, Die linkshändige Frau und Die gläserne Zelle
- 2008: Geißendörfer Ehrenpreis Schnitt für sein Lebenswerk beim Filmfestival Filmplus in Köln
- 2009: Nominierung für den Deutschen Filmpreis für Palermo Shooting[2]
- 2010: Stern auf dem Boulevard der Stars in Berlin